# Eudrapa sogai
Eudrapa sogai är en fjärilsart som beskrevs av Pierre E.L. Viette 1965. Eudrapa sogai ingår i släktet Eudrapa och familjen nattflyn. Inga underarter finns listade i Catalogue of Life.